# جمعية طاجيكستان العليا
جمعية طاجيكستان العليا (بالطاجيكية: Маҷлиси Олии Ҷумҳурии Тоҷикистон)‏ هي الهيئة التشريعية في طاجيكستان، وتتكون من 97 مقعد، تتكون من المجلس الأعلى الجمعية الوطنية لطاجيكستان الذي يضم 33 مقعد، والمجلس الأدنى مجلس نواب طاجيكستان الذي يضم 63 مقعد.